# Obelisk
Obelísk (starogrško oβελισκoς obeliskos iz  starogrško oβελoς obelos − kopje; šiljast steber) je visok monoliten kamnit spomenik kvadratnega prereza, ki se na vrhu zaključi s piramido. Razvili so ga stari Egipčani. Kot simbol je vplival na mnoge kasnejše oblike objektov, kot so stolp, minaret, zvonik, televizijski stolp  in podobno.
V zgodovini so izstopajoče vitke zgradbe označevale spominske in kultne objekte in imele zato simbolen pomen. Sodobne podobne zgradbe pa imajo drugačen pomen (televizijski stolpi) in so zaradi sodobnih vrst materiala in inženirskih dosežkov tudi zelo visoke. Egipčanskemu obelisku je najbolj podoben CN Tower v Torontu, Kanada.

## Razvoj besede
Tujka, ki je k nam v uporabo prišla v 19. stoletju, je po vsej verjetnosti prevzeta po zgledu in nemške besede Obelisk, ta pa iz latinske obeliscus, ki je prevzeta iz grške besede obeliskos, kar je manjšalnica besede obelos v pomenu šiljast steber.

## Starodavni obeliski

### Egipčanski
Obelisk je bil prvotno monolit, narejen iz enega samega kosa marmorja ali granita s štirimi stranicami, stanjšan proti vrhu, okronan s piramido, ki je bila prevlečena z zlatom ali elektrumom − zlitina zlata in srebra jantarjeve barve. Predstavljal naj bi okamneli sončni žarek in označeval svetlobo, ki je prihajala od boga. Egipčani so jih postavljali v parih pred templje, kjer so imeli vlogo čuvarjev. Prvi tak primer je bil Amonov tempelj v Luksorju. 
Predstavljali so simbol sonca Ra, saj so se sončni žarki odbijali od zlatega piramidiona in tako ustvarjali mogočno svetlobo. Na trupu obeliska so bili zapisani hieroglifi z raznimi mislimi in dejanji iz življenja faraonov.
Starim Rimljanom so se zdeli obeliski zelo zanimivi, zato so jih celo vrsto odpeljali iz Egipta v Rim. Najbolj znan je verjetno 25 metrov visok in 331 ton težak obelisk na Trgu svetega Petra v Rimu. Obelisk je stal od leta 37 ob steni Neronovega circusa, ob stari baziliki svetega Petra.
»Plinij Starejši v svoji knjigi Naravoslovje opisuje prevoz obeliska iz Egipta v Rim po nalogu cesarja Gaja (Kaligula) kot izjemen dogodek. Ladja za prevoz je imela ogromen jambor iz lesa jelke, ki ga štirje moški niso mogli objeti. Za balast je bilo potrebnih sto dvajset mernikov leče. Ko je ogromna ladja izpolnila svojo nalogo, so jo napolnili s kamni in cementom, potopili ter tako ustvarili temelje sprednjega pomola novega pristanišča v Ostii.« 
Ponovna postavitev obeliska je prestrašila tudi Michelangela, vendar je bil Sikst V. odločen, da ga bo postavil pred cerkev svetega Petra. Domenico Fontana, pomočnik Giacoma Della Porta, graditelja bazilike, je predstavil papežu model dvigala, s katerim bi postavili obelisk. Fontana je dobil projekt in ga realiziral. Obelisk, na pol pokopan pod ruševinami, je bilo treba najprej izkopati. Od 30. aprila do 17. maja 1586 je trajalo, da so ga premaknili na valjih na trg. Za to je bilo potrebnih skoraj 1000 moških, 140 vprežnih konj in 47 dvigal. Ponovna postavitev je bila 14. septembra na praznik povzdignjenja Križa. Podvig je podrobno opisan v knjigi in prikazan na bakreni jedkanici Della Trasportatione dell'Obelisco Vaticano et delle Fabriche di Nostro Signore Papa Sisto V. (1590). 
Še trije obeliski so bili postavljeni v Rimu pod Sikstom V.: eden pred baziliko Marije Snežne (1587), orjaški obelisk pri lateranski baziliki (1588) in na Narodnem trgu (Piazza del Popolo) (1589).
Niso pa bili egiptovski obeliski v rimskem cesarstvu samo v Rimu. Herod Veliki je posnemal svoje rimske pokrovitelje in postavil egipčanski obelisk iz rdečega granita na hipodromu svojega novega mesta Cezareje v severni Judeji. Je približno 12 m visok in tehta okoli 100 ton. Po odkritju arheologov je bil ponovno postavljen na nekdanje mesto. 
V Carigradu je vzhodnorimski cesar Teodozij leta 390 pripeljal obelisk na svoj hipodrom, kjer je kljuboval križarjem in Seldžukom in stoji na hipodromu, trgu v sodobnem Carigradu. Visok je bil 29 m in tehtal 380 ton. Spodnja polovica se ni ohranila. Danes je visok 20 m.
Najbolj znani obeliski zunaj Rima so pari: 21-metrski, 187-tonski obelisk Kleopatrina igla v Londonu in New Yorku ter 23-metrski in 227-tonski obelisk na Trgu sloge (Place de la Concorde) v Parizu.

Do danes se je ohranilo 27 obeliskov in 1 nedokončan v kamnolomu v Asuanu. 
V Egiptu:
- obelisk  Senusreta I., dvanajsta dinastija, 1942 pred n. št., 21 m in 120 ton[5], rdeč granit, območje Masale v okrožu Matarija, Heliopolis, Kairo; je najzgodnejši tempeljski obelisk in še vedno v prvotnem položaju.[6]
- obelisk  Tutmozisa I., 1520 pr. n. št., 20 m in 143 ton, tempelj Karnaku Luksor
- obelisk  Hačepsut, 1520 pr. n. št., 29,6 m in 323 ton, tempelj Karnak, Luksor
- obelisk  Ramzesa II., 1300 pr. n. št., 25 m in 254 ton, tempelj v Luksorju
- obelisk  Ramzesa II., 1300 pr. n. št., 20,4 m, otok Gezira, Kairo,
- obelisk  Ramzesa II., 1300 pr. n. št., 16,97 m, Kairsko letališče, Kairo
- obelisk Setija II., 1200 pr. n. št., 7 m, tempelj Karnak, Luksor
- obelisk Ramzesa III., Muzej v Luksorju
- obelisk Senusreta I., 12,9 m, Faijum (starodavno mesto Krokodilopolis);

V Italiji:
- obelisk Tutmozisa III., 1500 pr. n. št., 32,5 m in 455 ton, pred baziliko svetega Janeza v Lateranu, Rim; je najvišji egipčanski obelisk [7]
- obelisk Ramzesa II., 1300 pr. n. št., 23,30 m in 235 ton, Narodni trg (Piazza del Popolo), Rim
- obelisk Ramzesa II., 1300 pr. n. št., 6,34 m, Panteon|Trg Rotonda pred Panteonom, Rim
- obelisk Ramzesa II., 1300 pr. n. št., 2,68 m, Villa Celimontana, Rim
- obelisk Ramzesa II., 1300 pr. n. št., 6,34 m, Dogali, Rim
- obelisk Ramzesa II., 1300 pr. n. št., 4,87 m in 4,57 ton, Vrtovi Boboli, Firence
- obelisk Psametika II., 600 pr. n. št., 21,79 m in 230 ton, Trg Montecitorio, Rim
- obelisk Psametika II., 600 pr. n. št., 5,47 m, Trg Santa Maria sopra Minerva, Rim
- obelisk neznanega faraona, posvečen cesarju Avgustu, 10 n. št., 25,5 m in 331 ton, Trg svetega Petra, Rim
- obelisk, posvečen cesarju Avgustu, 10 n. št., 14,75 m, Trg Esquilino, Rim
- obelisk, posvečen cesarju Avgustu, 10 n. št., 14,63 m, Kvirinalski trg, Rim
- obelisk Argonale, rimskega cesarja Domicijana, 90 n. št., 16,53 m, Piazza Navona, Rim
- obelisk Sallustiano, posvečen rimskemu cesarju Hadrijanu, 120 n. št. 14,10 m, Trg Trinita dei Monti, Rim

V Franciji:
- obelisk Ramzesa II., 1300 pr. n. št., 22,5 m in 227 ton, Trg sloge (Place de la Concorde), Pariz

V Izraelu:
- obelisk v Cezareji, 300 pr. n. št., 12 m visok in 84 ton težek, rdeč granit, Izrael

V Turčiji:
- obelisk Tutmozisa III., 1500 pr. n. št., odlomljen na 19,8 m (original 29 m in 380 ton težak), Trg Sultanahmet, Carigrad

V Veliki Britaniji:
- obelisk Tutmozisa III., imenovan Kleopatrina igla, 1550 pr. n. št., 21 m visok in 187 ton težek, Victoria Embankment, London
- obelisk Amenhotepa II., Orientalski muzej, Univerza v Durhamu, Durham
- obelisk Ptolemaja IX., 6,7 m visok in 544 kg težek, Kingston Lacy, Wimboren, Dorset
- dva črna obeliska Nektaneba II., 350 pr. n. št., Britanski muzej, London

V ZDA:
- obelisk Tutmozisa III., 1500 pr. n. št., 21 m visok in 193 ton težek, Central park, New York

### Asirija
Obeliski kot spomeniki so znani tudi iz asirske civilizacije, kjer so bili postavljeni kot javni spomeniki, ki so spominjali na dosežke asirskega kralja. 
Britanski muzej ima tri asirske obeliske: 
Beli obelisk (imenovan zaradi svoje barve) je odkril Hormuzd Rassam leta 1853 v Ninivah. Obelisk je postavil Ašurnasirpal I. (1050−1031 pr. n. št.) ali Ašurnasirpal II. (883−859 pred našim štetjem). Na obelisku je napis, ki se nanaša na kraljev zaseg blaga, ljudi in čred, ki jih je pripeljal nazaj v mesto Ašur. Reliefi na obelisku prikazujejo vojaško dejavnost, lov, zmago, bankete in prizore poklona kralju. 
Rassamov obelisk, imenovan po najditelju Hormuzdu Rassamu, je bil na trdnjavi Nimrud (starodavni Kalhu). Postavil ga je Ašurnasirpal II., ohranjeni so le deli, ki upodabljajo prizore poklona kralju iz Sirije in zahoda. 
Črni obelisk je odkril sir Austen Henry Layard leta 1846 na trdnjavi Kalhu. Obelisk je postavil Šalmaneser III. Reliefi prikazujejo poklon kralju, upodobljena sta tudi dva umirjena vladarja, izraelski Jehu in gilzanski Sua, ki se poklanjata kralju. Reliefi na obelisku imajo spremljevalne epigrafe, poleg teh pa tudi daljši napis o eni najnovejših različic analov Šalmanasarja III., ki zajema obdobje od nastopa oblasti do njegovega 33. leta vladanja.

### Aksumsko kraljestvo
Številni obeliski so bili vklesani v starodavnem Aksumskem kraljestvu, danes na severu Etiopije. Najbolj znan je (24 m visok) Obelisk Aksum. Izklesan je bil okoli 4. stoletja našega štetja, a je propadel in se zlomil v tri dele. Takega so našli italijanski vojaki leta 1935, po koncu druge italijansko-abesinske vojne, izropali in odpeljali v Rim leta 1937, kjer je stal na trgu Porta Capena. Italija bi ga po dogovoru v sporazumu Združenih narodov 1947 morala vrniti, vendar ni potrdila sporazuma do leta 1997. Leta 2003 je italijanska vlada naredila prve korake za njegovo vrnitev, leta 2008 pa je bil končno ponovno postavljen. 
Največji znan obelisk, Velika stela iz Aksuma, zdaj prevrnjen, visok 33 m in 3 x 2 metra na dnu (520 ton), je eden največjih posamičnih kosov kamna, ki so ga kdaj izdelali v zgodovini človeštva in je verjetno padel med postavljanjem ali kmalu po tem, saj je pokril velik del množičnega grobišča pod njim. Obeliski, pravilno imenovani stele se ne končajo s piramido in so jih uporabljali za označevanje grobov in podzemnih pogrebnih komor. Največji so bili pri kraljevih grobnicah in so okrašeni z večnadstropnimi lažnimi okni in vrati, plemstvo pa naj bi imelo manjše. Poleg le nekaj večjih, stoječih, je na stotine manjših stel.

### Stari Rim
Rimljani so izdelali obeliske v starodavnem egipčanskem slogu.  
- Arles, Francija − kamnit obelisk v Arlesu na Trgu republike (Place de la Republique), iz 4. stoletja, rimskega izvora
- Benevento, Italija − trije
- München − obelisk Titus Sextius africanus, Staatliches Museum Ägyptischer Kunst, Kunstareal, 1. stoletje, 5,80 m

### Bizantinski
Obelisk na trgu Sultanahmet, hipodrom Konstantinopla. Zgradil ga je Konstantin VII. (905−959) iz porfirja in je bil prvotno pokrit s pozlačenimi bronastimi ploščami.

### Predkolumbovski
Prazgodovinski Tello obelisk, najden leta 1919 na Chavín de Huantar v Peruju, je monolit − stela z razsežnostmi obeliska. Izklesan je v nizkem reliefu s simboli Chavína, kot so pasovi zob in živalske glave. Dolgo je bil shranjen v Narodnem arheološkem, antropološkem in zgodovinskem muzeju (Museo Nacional de Arqueología, Antropología e Historia del Perú) v Limi, od julija 2008 je v arheološkem muzeju (Museo Nacional de Chavín), ki se imenuje po arheologu Juliu C. Tellu, ki ga je odkril in mu pravijo oče perujske arheologije. Bil je prvi ameriški avtohtoni arheolog.

## Znani sodobni obeliski

### 17. stoletje
- Aix-en-Provence – Vodnjak Quatre Dauphins, 1667

### 18. stoletje
- Obelisk na trgu Ripon (Nicholas Hawksmoor) 1702 je bil prvi večji obelisk v Britaniji.
- St. Luke Old Street (cerkev), London, koničast zvonik (Nicholas Hawksmoor), okoli 1727–33.
- Obelisk Mamhead, zgrajen 1742–1745 kot pomoč za ladijski promet[9]
- Stowe School, Buckinghamshire – Obelisk generala Wolfa, 1754
- Montreal Park, Riverhead, Kent –  Obelisk lorda Jeffreyja Amhersta, 1761[10]
- Kaligulov obelisk v Carskem selu, 1772
- Čezmenski obelisk v Gatčini, 1775
- Medičejska vila, Rim – kopija egipčanskega obeliska prestavljena v vrtove Boboli v Firencah  1790
- Moore-Vallotton Incident marker, Wexford - 1793[11]
- Rumjančev obelisk, Sankt Peterburg, 1799
- Obelisk v Slottsbacknu, Stockholm, 1800

### 19. stoletje
- Spomenik Nelsonu, Springfield Park, Liverpool, okoli 1805
- Obelisk ustavi, St. Augustine, Florida, 1814, v spomin španski ustavi 1812
- Brightlinška igla, Brightling, Vzhodni Sussex, okoli 1815[12]
- Jason Russell House, Old Burying Ground, Arlington, Massachusetts, (1818)
- Blantyre Monument, Erskine, Renfrewshire (okoli 1825)
- Spomenik kapitanu Cooku, Easby Moor, Great Ayton, North Yorkshire, 1827 (15.5m, 51 ft)[13]
- Spencerjev spomenik v kraju Blata l-Bajda, Malta, 1831 (prestavljen 1893)[14]
- Obelisk Thomasa Jeffersona v Monticellu, 1833 [15]
- Obelisk levov, Iași, Romunija, 1834
- Villa Torlonia, Rim – dva obeliska, 1842
- Obelisk pokrajine Emilija v spomin na poroko Francesca V., vojvode Modene, in princese Adelgunde Bavarske, zgrajen 1842
- Rutherfordov spomenik blizu Anwotha, Škotska, 1842 v spomin na Samuela Rutherforda
- Wellingtonov spomenik, 1861, park Phoenix, Dublin, Irska, najvišji v Evropi
- Lincolnova grobnica v Springfieldu, Illinois, 1865
- Washingtonov spomenik, Washington, D. C., ZDA, visok 169,29 m, je najvišji obelisk na svetu; končan 1884,

ter drugi.

### 20. stoletje
- William Dudley Chipley, Plaza Ferdinand VII., Pensacola, Florida, 1901
- Rizal Monument v parku Luneta, Manila, Filipini, 1913
- Narodni spomenik ženskam v Bloemfonteinu, Južna Afrika, 1913
- Praški grad, obelisk (ali monolit iz Mrákotína) 1930 (15,42 m, 96 t granit)
- Obelisk v Montevideu, Urugvaj, 1930
- Obelisk v Buenos Airesu, Argentina, 1936
- Spomenik v spomin na vojno v Floriani, Malta, 1938[16]
- Spomenik zmage, največji vojaški spomenik, Bangkok, Tajska. Zgrajen leta 1941 v spomin na tajsko zmago v francosko-tajski vojni
- Poklonnaya Gora, obelisk zmage v Moskvi
- največji obelisk v Severni Koreji, imenovan stolp Juche, 1982,

ter drugi.

### 21. stoletje
- Capas National Shrine v provinci Tarlac, Filipini, 70 m visok obelisk, zgrajen 2003
- Obelisco Novecento, Rome, 2004, delo Arnalda Pomodora
- Kolo je 65 čevljev visok obelisk iz 350 koles, postavljenih v Santa Rosi, Kalifornija
- "Särkynyt lyhty", 9 m visok obelisk, narejen iz nerjavečega jekla, Tornio, Finska

- Washingtonov spomenik v Washingtonu, D. C., ZDA
- Obelisk v Buenos Airesu, Argentina
- Obelisk na Plaza Francia, Caracas, Venezuela
- Obelisk v São Paulu, Brazilija
- Obelisk v Riu de Janeiro, Brazilija